# Llista de medallistes olímpics d'halterofília
Aquesta és una llista dels medallistes olímpics d'halterofília:

## Medallistes

### Programa actual

#### Categoria masculina

##### Pes ploma
- –60 kg (1920-1936)
- 56-60 kg (1948-1992)
- 59-64 kg (1996)
- 56-62 kg (2000-2016)
- 61–67 kg (2020)
- -61 kg (2024)

| Edició               | Or                 | Argent               | Bronze               |
| 1920 Anvers          | Frans De Haes      | Alfred Schmidt       | Eugène Ryther        |
| 1924 París           | Pierino Gabetti    | Andreas Stadler      | Arthur Reinmann      |
| 1928 Amsterdam       | Franz Andrysek     | Pierino Gabetti      | Hans Wölpert         |
| 1932 Los Angeles     | Raymond Suvigny    | Hans Wölpert         | Anthony Terlazzo     |
| 1936 Berlín          | Anthony Terlazzo   | Saleh Soliman        | Ibrahim Shams        |
| 1948 Londres         | Mahmoud Fayad      | Rodney Wilkes        | Jafar Salmassi       |
| 1952 Hèlsinki        | Rafael Chimishkyan | Nikolai Saksonov     | Rodney Wilkes        |
| 1956 Melbourne       | Isaac Berger       | Yevgeni Minaev       | Marian Zielinski     |
| 1960 Roma            | Yevgeni Minaev     | Isaac Berger         | Sebastiano Mannironi |
| 1964 Tòquio          | Yoshinobu Miyake   | Isaac Berger         | Mieczysław Nowak     |
| 1968 Ciutat de Mèxic | Yoshinobu Miyake   | Dito Shanidze        | Yoshiyuku Miyake     |
| 1972 Múnic           | Norair Nurikian    | Dito Shanidze        | Janos Benedek        |
| 1976 Mont-real       | Nikolai Kolesnikov | Georghi Todorov      | Kazumasa Hirai       |
| 1980 Moscou          | Viktor Mazin       | Stefan Dimitrov      | Marek Seweryn        |
| 1984 Los Angeles     | Chen Wei-Qiang     | Gelu Radu            | Tsai Wen-Yee         |
| 1988 Seül            | Naim Süleymanoğlu  | Stefan Topurov       | Ye Huan-Ming         |
| 1992 Barcelona       | Naim Süleymanoğlu  | Nikolai Peixalov     | He Ying-Qiang        |
| 1996 Atlanta         | Naim Süleymanoğlu  | Valerios Leonidis    | Xiao Jiangang        |
| 2000 Sydney          | Nikolai Peixalov   | Leonidas Sambanis    | Henadzi Aliasxuk     |
| 2004 Atenes          | Shi Zhiyong        | Le Maosheng          | Israel Rubio         |
| 2008 Pequín          | Zhang Xiangxiang   | Diego Salazar        | Triyatno             |
| 2012 Londres         | Kim Un-Guk         | Óscar Figueroa       | Eko Yuli Irawan      |
| 2016 Rio             | Óscar Figueroa     | Eko Yuli Irawan      | Farkhad Kharki       |
| 2020 Tòquio          | Chen Lijun         | Luis Javier Mosquera | Mirko Zanni          |
| 2024 París           | Li Fabin           | Theerapong Silachai  | Hampton Morris       |

##### Pes lleuger
- 60–67.5 kg (1920-1992)
- 64-70 kg (1996)
- 62-69 kg (2000-2016)
- 67-73 kg (2020)
- 61-73 kg (2024-)

| Edició               | Or                  | Argent            | Bronze                |
| 1920 Anvers          | Alfred Neuland      | Louis Williquet   | Florimond Rooms       |
| 1924 París           | Edmond Decottignies | Anton Zwerina     | Bohumil Durdis        |
| 1928 Amsterdam       | Hans Haas           | No es concedí     | Fernand Arnout        |
| 1928 Amsterdam       | Kurt Helbig         | No es concedí     | Fernand Arnout        |
| 1932 Los Angeles     | René Duverger       | Hans Haas         | Gastone Pierini       |
| 1936 Berlín          | Robert Fein         | No es concedí     | Karl Jansen           |
| 1936 Berlín          | Anwar Mesbah        | No es concedí     | Karl Jansen           |
| 1948 Londres         | Ibrahim Shams       | Attia Hamouda     | James Halliday        |
| 1952 Hèlsinki        | Tommy Kono          | Yevgeni Lopatin   | Verdi Barberis        |
| 1956 Melbourne       | Ihor Rybak          | Ravil Khabutdinov | Kim Chang-Hee         |
| 1960 Roma            | Viktor Bushuev      | Tan Howe Liang    | Abdul Wahid Aziz      |
| 1964 Tòquio          | W. Baszanowski      | Vladimir Kaplunov | Marian Zielinski      |
| 1968 Ciutat de Mèxic | W. Baszanowski      | Parviz Jalayer    | Marian Zielinski      |
| 1972 Múnic           | Mukharby Kirzhinov  | Mladen Kutchev    | Zbigniew Kaczmarek    |
| 1976 Mont-real       | Petro Korol         | Daniel Senet      | Kazimierz Czarnecki   |
| 1980 Moscou          | Yanko Rusev         | Joachim Kunz      | Mincho Pachov         |
| 1984 Los Angeles     | Yao Jingyuan        | Andrei Socaci     | Jouni Grönman         |
| 1988 Seül            | Joachim Kunz        | Israil Militosyan | Li Jinhe              |
| 1992 Barcelona       | Israil Militosyan   | Yoto Yotov        | Andreas Behm          |
| 1996 Atlanta         | Zhan Xugang         | Kim Myong-Nam     | Attila Feri           |
| 2000 Sydney          | Glbin Boevski       | Gueorgui Màrkov   | Sergey Lavrenov       |
| 2004 Atenes          | Zhang Guozheng      | Lee Bae-Young     | Nikolai Peixalov      |
| 2008 Pequín          | Liao Hui            | Venceslas Dabaya  | T. Martirossian       |
| 2012 Londres         | Lin Qingfeng        | Triyatno          | Răzvan Martin         |
| 2016 Rio             | Shi Zhiyong         | Daniyar Ismayilov | Izzat Artykov         |
| 2020 Tòquio          | Shi Zhiyong         | Julio Mayora      | Rahmat Erwin Abdullah |
| 2024 París           | Rizki Juniansyah    | Weeraphon Wichuma | Bozhidar Andreev      |

##### Pes mitjà
- 67.5–75 kg (1920-1992)
- 70-76 kg (1996)
- 69-77 kg (2000-2016)
- 73–81 kg (2020)
- 73-89 kg (2024–)

| Edició               | Or                 | Argent            | Bronze             |
| 1920 Anvers          | Henri Gance        | Pietro Bianchi    | Albert Pettersson  |
| 1924 París           | Carlo Galimberti   | Alfred Neuland    | Jaan Kikkas        |
| 1928 Amsterdam       | Roger François     | Carlo Galimberti  | August Scheffer    |
| 1932 Los Angeles     | Rudolf Ismayr      | Carlo Galimberti  | Karl Hipfinger     |
| 1936 Berlín          | Khadr El Touni     | Rudolf Ismayr     | Adolf Wagner       |
| 1948 Londres         | Frank Spellman     | Peter George      | Kim Sung-Jip       |
| 1952 Hèlsinki        | Peter George       | Gérard Gratton    | Kim Sung-Jip       |
| 1956 Melbourne       | Fyodor Bogdanovsky | Peter George      | Ermanno Pignatti   |
| 1960 Roma            | Aleksandr Kurynov  | Tommy Kono        | Gyözö Veres        |
| 1964 Tòquio          | Hans Zdražila      | Viktor Kurentsov  | Masashi Ouchi      |
| 1968 Ciutat de Mèxic | Viktor Kurentsov   | Masashi Ouchi     | Karoly Bakos       |
| 1972 Múnic           | Yordan Bikov       | Mohamed Traboulsi | Anselmo Silvino    |
| 1976 Mont-real       | Yordan Mitkov      | Vartan Militosyan | Peter Wenzel       |
| 1980 Moscou          | Asen Zlatev        | Oleksander Pervy  | Nedelcho Kolev     |
| 1984 Los Angeles     | Karl Radschinsky   | Jacques Demers    | Dragomir Cioroslan |
| 1988 Seül            | Borislav Gidikov   | Ingo Steinhofel   | Aleksandr Varbanov |
| 1992 Barcelona       | Fedor Kassapu      | Pablo Lara        | Kim Myong-Nam      |
| 1996 Atlanta         | Pablo Lara         | Yoto Yotov        | Jon Chol-Ho        |
| 2000 Sydney          | Zhan Xugang        | Víktor Mitru      | Arsèn Melikian     |
| 2004 Atenes          | Taner Sağır        | Sergey Filimonov  | Oleg Perepetchenov |
| 2008 Pequín          | Sa Jae-Hyouk       | Li Hongli         | Guevorg Davtian    |
| 2012 Londres         | Lu Xiaojun         | Lu Haojie         | Iván Cambar        |
| 2016 Rio             | Nijat Rahimov      | Lu Xiaojun        | Mohamed Mahmoud    |
| 2020 Tòquio          | Lü Xiaojun         | Zacarías Bonnat   | Antonino Pizzolato |
| 2024 París           | Karlos Nasar       | Yeison López      | Antonino Pizzolato |

##### Pes pesant
- +82.5 kg (1920-1948)
- +90 kg (1952-1968)
- 90-110 kg (1972-1976)
- 100-110 kg (1980-1992)
- 99-108 kg (1996)
- 94-105 kg (2000-2016)
- 96–109 kg (2020)
- 89-102 kg (2024-)

| Edició               | Or                  | Argent              | Bronze              |
| 1920 Anvers          | Filippo Bottino     | Joseph Alzin        | Louis Bernot        |
| 1924 París           | Giuseppe Tonani     | Franz Aigner        | Harald Tammer       |
| 1928 Amsterdam       | Josef Strassberger  | Arnold Luhaäär      | Jaroslav Skobla     |
| 1932 Los Angeles     | Jaroslav Skobla     | Václav Pšenička     | Josef Strassberger  |
| 1936 Berlín          | Josef Manger        | Václav Pšenička     | Arnold Luhaäär      |
| 1948 Londres         | John Davis          | Norbert Schemansky  | Abraham Charite     |
| 1952 Hèlsinki        | John Davis          | James Bradford      | Humberto Selvetti   |
| 1956 Melbourne       | Paul Anderson       | Humberto Selvetti   | Alberto Pigiani     |
| 1960 Roma            | Iuri Vlàssov        | James Bradford      | Norbert Schemansky  |
| 1964 Tòquio          | Leonid Zhabotinsky  | Iuri Vlàssov        | Norbert Schemansky  |
| 1968 Ciutat de Mèxic | Leonid Zhabotinsky  | Serge Reding        | Joseph Dube         |
| 1972 Múnic           | Jaan Talts          | Aleksandr Kraichev  | Stefan Grützner     |
| 1976 Mont-real       | Yuri Zaitsev        | Krastiu Semerdzhiev | Tadeusz Rutkowski   |
| 1980 Moscou          | Leonid Taranenko    | Valentin Hristov    | György Szalai       |
| 1984 Los Angeles     | Norberto Oberburger | Stefan Tasnadi      | Guy Carlton         |
| 1988 Seül            | Yury Zakharevitch   | Jozsef Jacso        | Ronny Weller        |
| 1992 Barcelona       | Ronny Weller        | Artour Akoev        | Stefan Botev        |
| 1996 Atlanta         | Timur Taymazov      | Sergey Syrtsov      | Nicu Vlad           |
| 2000 Sydney          | Hossein Tavakkoli   | Alan Tsagàiev       | Said Asaad          |
| 2004 Atenes          | Dmitry Berestov     | Igor Razoronov      | Gleb Pisarevskiy    |
| 2008 Pequín          | Andrei Aramnau      | Dmitry Klokov       | Dmitry Lapikov      |
| 2012 Londres         | Oleksiy Torokhtiy   | Navab Nassirshalal  | Bartłomiej Bonk     |
| 2016 Rio             | Ruslan Nurudinov    | Simon Martirosyan   | Aleksandr Zaychikov |
| 2020 Tòquio          | Akbar Djuraev       | Simon Martirosyan   | Artūrs Plēsnieks    |
| 2024 París           | Liu Huanhua         | Akbar Djuraev       | Yauheni Tsikhantsou |

##### Pes superpesant
- +110 kg (1972-1992)
- +108 kg (1996)
- +105 kg (2000-2016)
- +109 kg (2020)
- +102 kg (2024-)

| Edició           | Or                  | Argent               | Bronze             |
| 1972 Múnic       | Vasiliy Alekseyev   | Rudolf Mang          | Gerd Bonk          |
| 1976 Mont-real   | Vasiliy Alekseyev   | Gerd Bonk            | Helmut Losch       |
| 1980 Moscou      | Sultan Rakhmanov    | Jürgen Heuser        | Tadeusz Rutkowski  |
| 1984 Los Angeles | Dean Lukin          | Mario Martinez       | Manfred Nerlinger  |
| 1988 Seül        | Aleksandr Kurlovich | Manfred Nerlinger    | Martin Zawieja     |
| 1992 Barcelona   | Aleksandr Kurlovich | Leonid Taranenko     | Manfred Nerlinger  |
| 1996 Atlanta     | Andrei Txemerkin    | Ronny Weller         | Stefan Botev       |
| 2000 Sydney      | Hossein Rezazadeh   | Ronny Weller         | Andrei Txemerkin   |
| 2004 Atenes      | Hossein Rezazadeh   | Viktors Ščerbatihs   | Velichko Cholakov  |
| 2008 Pequín      | Matthias Steiner    | Evgeny Chigishev     | Viktors Ščerbatihs |
| 2012 Londres     | Behdad Salimi       | Sajjad Anoushiravani | Ruslan Albegov     |
| 2016 Rio         | Lasha Talakhadze    | Gor Minasyan         | Irakli Turmanidze  |
| 2020 Tòquio      | Lasha Talakhadze    | Ali Davoudi          | Man Asaad          |
| 2024 París       | Lasha Talakhadze    | Varazdat Lalayan     | Gor Minasyan       |

#### Categoria femenina

##### Pes mosca
- 48 kg (2000-2016)
- 49 kg (2020–)

| Edició       | Or             | Argent                | Bronze              |
| 2000 Sydney  | Tara Nott      | Raema Lisa Rumbewas   | Sri Indriyani       |
| 2004 Atenes  | Nurcan Taylan  | Li Zhuo               | Aree Wiratthaworn   |
| 2008 Pequín  | Chen Wei Ling  | Im Jyoung-hwa         | Pensiri Laosirikul  |
| 2012 Londres | Wang Mingjuan  | Hiromi Miyake         | Ryang Chun-Hwa      |
| 2016 Rio     | Sopita Tanasan | Sri Wahyuni Agustiani | Hiromi Miyake       |
| 2020 Tòquio  | Hou Zhihui     | Saikhom Mirabai Chanu | Windy Cantika Aisah |
| 2024 París   | Hou Zhihui     | Mihaela Cambei        | Surodchana Khambao  |

##### Pes lleuger
- 58 kg (2000-2016)
- 59 kg (2020–)

| Edició       | Or               | Argent           | Bronze            |
| 2000 Sydney  | Soraya Jiménez   | Ri Song Hui      | Khassaraporn Suta |
| 2004 Atenes  | Chen Yanqing     | Ri Song Hui      | Wandee Kameaim    |
| 2008 Pequín  | Chen Yanqing     | Marina Shainova  | O Jong Ae         |
| 2012 Londres | Li Xueying       | Pimsiri Sirikaew | Yuliya Kalina     |
| 2016 Rio     | Sukanya Srisurat | Pimsiri Sirikaew | Kuo Hsing-chun    |
| 2020 Tòquio  | Kuo Hsing-chun   | Polina Guryeva   | Mikiko Ando       |
| 2024 París   | Luo Shifang      | Maude Charron    | Kuo Hsing-chun    |

##### Pes pesant lleuger
- 69 kg (2000-2016)
- 76 kg (2020)
- 71 kg (2024-)

| Edició       | Or            | Argent             | Bronze              |
| 2000 Sydney  | Lin Weining   | Erzsébet Márkus    | Karnam Malleswari   |
| 2004 Atenes  | Liu Chunhong  | Eszter Krutzler    | Zarema Kasaeva      |
| 2008 Pequín  | Liu Chunhong  | Oxana Slivenko     | Natalya Davydova    |
| 2012 Londres | Rim Jong-Sim  | Roxana Cocoș       | Maryna Shkermankova |
| 2016 Rio     | Xiang Yanmei  | Zhazira Zhapparkul | Sara Ahmed          |
| 2020 Tòquio  | Neisi Dajomes | Katherine Nye      | Aremi Fuentes       |
| 2024 París   | Olivia Reeves | Mari Sánchez       | Angie Palacios      |

##### Pes pesant
- 75 kg (2000–2016)
- 87 kg (2020)
- 81 kg (2024-)

| Edició       | Or                   | Argent              | Bronze           |
| 2000 Sydney  | María Isabel Urrutia | Ruth Ogbeifo        | Kuo Yi-Hang      |
| 2004 Atenes  | Pawina Thongsuk      | Natalia Zabolotnaia | Valentina Popova |
| 2008 Pequín  | Alla Vazhenina       | Lydia Valentín      | Damaris Aguirre  |
| 2012 Londres | Lydia Valentín       | Abeer Abdelrahman   | Madias Nzesso    |
| 2016 Rio     | Rim Jong-Sim         | Darya Naumava       | Lidia Valentín   |
| 2020 Tòquio  | Wang Zhouyu          | Tamara Salazar      | Crismery Santana |
| 2024 París   | Solfrid Koanda       | Sara Ahmed          | Neisi Dajomes    |

##### Pes superpesant
- +75 kg (2000–2016)
- +87 kg (2020)
- +81 kg (2024–)

| Edició       | Or            | Argent            | Bronze               |
| 2000 Sydney  | Ding Meiyuan  | Agata Wróbel      | Cheryl Haworth       |
| 2004 Atenes  | Tang Gonghong | Jang Mi-Ran       | Agata Wróbel         |
| 2008 Pequín  | Jang Mi-Ran   | Olha Korobka      | Mariya Grabovetskaya |
| 2012 Londres | Zhou Lulu     | Tatiana Kashirina | Hripsime Khurshudyan |
| 2016 Rio     | Meng Suping   | Kim Kuk-Hyang     | Sarah Robles         |
| 2020 Tòquio  | Li Wenwen     | Emily Campbell    | Sarah Robles         |
| 2024 París   | Li Wenwen     | Park Hye-jeong    | Emily Campbell       |

### Programa eliminat

#### Categoria masculina

##### Aixecament amb un braç
| Edició      | Or                | Argent       | Bronze                  |
| 1896 Atenes | Launceston Elliot | Viggo Jensen | Alexandros Nikolopoulos |

##### Aixecament amb dos braços
| Edició         | Or                                   | Argent                               | Bronze                               |
| 1896 Atenes    | Viggo Jensen                         | Launceston Elliot                    | Sotirios Versís                      |
| 1900 París     | No fou inclòs en el programa olímpic | No fou inclòs en el programa olímpic | No fou inclòs en el programa olímpic |
| 1904 St. Louis | Periklís Kakusis                     | Oscar Osthoff                        | Frank Kugler                         |

##### Prova completa
| Edició         | Or            | Argent            | Bronze       |
| 1904 St. Louis | Oscar Osthoff | Frederick Winters | Frank Kugler |

##### Pes mosca
- –52 kg (1972-1992)
- –54 kg (1996)

| Edició           | Or                 | Argent          | Bronze             |
| 1972 Múnic       | Zygmunt Smalcerz   | Lajos Szűcs     | Sándor Holczreiter |
| 1976 Mont-real   | Aleksandr Voronin  | György Kõszegi  | Mohammad Nassiri   |
| 1980 Moscou      | Kanybek Osmanaliev | Ho Bong Choi    | Han Gyong Si       |
| 1984 Los Angeles | Zeng Guo-Qiang     | Zhou Pei-Shun   | Kazushito Manabe   |
| 1988 Seül        | Sevdalin Marinov   | Chun Byung-Kwan | He Zhuo-Qiang      |
| 1992 Barcelona   | Ivan Ivanov        | Lin Qisheng     | Traian Cihărean    |
| 1996 Atlanta     | Halil Mutlu        | Zhang Xiangsen  | Sevdalin Minchev   |

##### Pes gall
- –56 kg (1948-1968)
- 52–56 kg (1972-1992)
- 54-59 kg (1996)
- –56 kg (2000-2016)
- –61 kg (2020–)

| Edició               | Or               | Argent            | Bronze             |
| 1948 Londres         | Joseph DePietro  | Julian Creus      | Richard Tom        |
| 1952 Hèlsinki        | Ivan Udodov      | Mahmoud Namjoo    | Ali Mirzaei        |
| 1956 Melbourne       | Charles Vinci    | Vladimir Stogov   | Mahmoud Namjoo     |
| 1960 Roma            | Charles Vinci    | Yoshinobu Miyake  | Esmaeil Elmkhah    |
| 1964 Tòquio          | Aleksei Vakhonin | Imre Földi        | Shiro Ishinoseki   |
| 1968 Ciutat de Mèxic | Mohammad Nassiri | Imre Földi        | Henryk Trebicki    |
| 1972 Múnic           | Imre Földi       | Mohammad Nassiri  | Gennadi Chetin     |
| 1976 Mont-real       | Norair Nurikian  | Grzegorz Cziura   | Kenkichi Ando      |
| 1980 Moscou          | Daniel Núñez     | Yurik Sarkisian   | Tadeusz Dembonczyk |
| 1984 Los Angeles     | Wu Shu-De        | Lai Run-Ming      | Masahiro Kotaka    |
| 1988 Seül            | Oksen Mirzoyan   | He Ying-Qiang     | Liu Shoubin        |
| 1992 Barcelona       | Chun Byung-Kwan  | Liu Shoubin       | Luo Jianming       |
| 1996 Atlanta         | Tang Lingsheng   | Leonidas Sambanis | Nikolai Peixalov   |
| 2000 Sydney          | Halil Mutlu      | Wu Wenxiong       | Zhang Xiangxiang   |
| 2004 Atenes          | Halil Mutlu      | Wu Meijin         | Sedat Artuc        |
| 2008 Pequín          | Long Qingquan    | Hoang Anh Tuan    | Eko Yuli Irawan    |
| 2012 Londres         | Om Yun-Chol      | Wu Jingbiao       | Valentin Hristov   |
| 2016 Rio             | Long Qingquan    | Om Yun-Chol       | Sinphet Kruaithong |
| 2020 Tòquio          | Li Fabin         | Eko Yuli Irawan   | Igor Son           |

##### Pes pesant lleuger
- 75–82.5 kg (1920-1992)
- 76-83 kg (1996)
- 77-85 kg (2000-2016)

| Edició               | Or                 | Argent              | Bronze            |
| 1920 Anvers          | Ernest Cadine      | Fritz Hünenberger   | Erik Pettersson   |
| 1924 París           | Charles Rigoulot   | Fritz Hünenberger   | Leopold Friedrich |
| 1928 Amsterdam       | El Sayed Nosseir   | Louis Hostin        | Jan Verheijen     |
| 1932 Los Angeles     | Louis Hostin       | Svend Olsen         | Henry Duey        |
| 1936 Berlín          | Louis Hostin       | Eugen Deutsch       | Ibrahim Wasif     |
| 1948 Londres         | Stanley Stanczyk   | Harold Sakata       | Gösta Magnusson   |
| 1952 Hèlsinki        | Trofim Lomakin     | Stanley Stanczyk    | Arkady Vorobyov   |
| 1956 Melbourne       | Tommy Kono         | Vasili Stepanov     | James George      |
| 1960 Roma            | Ireneusz Palinski  | James George        | Jan Bochenek      |
| 1964 Tòquio          | Rudolf Plyukfelder | Géza Tóth           | Gyõzõ Veres       |
| 1968 Ciutat de Mèxic | Boris Selitsky     | Vladimir Belyayev   | Norbert Ozimek    |
| 1972 Múnic           | Leif Jenssen       | Norbert Ozimek      | György Horvath    |
| 1976 Mont-real       | Valery Shary       | Trendafil Stoitchev | Peter Baczako     |
| 1980 Moscou          | Yurik Vardanian    | Blagoi Blagoev      | Dusan Poliacik    |
| 1984 Los Angeles     | Petre Becheru      | Robert Kabbas       | Ryoji Isaoka      |
| 1988 Seül            | Israil Arsamakov   | Istvan Messzi       | Lee Kyung-Kun     |
| 1992 Barcelona       | Pirros Dimas       | Krzysztof Siemion   | No es concedí     |
| 1996 Atlanta         | Pirros Dimas       | Marc Huster         | Andrzej Cofalik   |
| 2000 Sydney          | Pirros Dimas       | Marc Huster         | Giorgi Asanidze   |
| 2004 Atenes          | Giorgi Asanidze    | Andrei Rybakou      | Pirros Dimas      |
| 2008 Pequín          | Lu Yong            | Andrei Rybakou      | T. Martirosyan    |
| 2012 Londres         | Adrian Zieliński   | Apti Aukhadov       | Kianoush Rostami  |
| 2016 Rio             | Kianoush Rostami   | Tian Tao            | Gabriel Sîncrăian |

##### Pes tres-quarts pesant
- 90–100 kg (1980-1992)
- 91-99 kg (1996)

| Edició           | Or                 | Argent           | Bronze            |
| 1980 Moscou      | Ota Zaremba        | Igor Nikitin     | Alberto Blanco    |
| 1984 Los Angeles | Rolf Milser        | Vasile Groapa    | Pekka Niemi       |
| 1988 Seül        | Pavel Kuznetsov    | Nicu Vlad        | Peter Immesberger |
| 1992 Barcelona   | Vikkor Tregubov    | Timur Taymazov   | Waldemar Malak    |
| 1996 Atlanta     | Kakhi Kakhiashvili | Anatoly Khrapaty | Denys Gotfrid     |

##### Pes semipesant
- 82.5 kg–90 kg (1952-1992)
- 83-91 kg (1996)
- 85-94 kg (2000-2016)
- 81–96 kg (2020)

| Edició               | Or                 | Argent              | Bronze            |
| 1952 Hèlsinki        | Norbert Schemansky | Grigory Novak       | Lennox Kilgour    |
| 1956 Melbourne       | Arkady Vorobyov    | David Sheppard      | Jean Debuf        |
| 1960 Roma            | Arkady Vorobyov    | Trofim Lomakin      | Louis Martin      |
| 1964 Tòquio          | Vladimir Golovanov | Louis Martin        | Ireneusz Paliński |
| 1968 Ciutat de Mèxic | Kaarlo Kangasniemi | Jaan Talts          | Marek Gołąb       |
| 1972 Múnic           | Andon Nikolov      | Atanas Shopov       | Hans Bettembourg  |
| 1976 Mont-real       | David Rigert       | Lee James           | Atanas Shopov     |
| 1980 Moscou          | Peter Baczako      | Rumen Aleksandrov   | Frank Mantek      |
| 1984 Los Angeles     | Nicu Vlad          | Dumitru Petre       | David Mercer      |
| 1988 Seül            | Anatoly Khrapaty   | Nail Mukhamedyarov  | Slawomir Zawada   |
| 1992 Barcelona       | Kakhi Kakhiashvili | Sergey Syrtsov      | S. Wolczaniecki   |
| 1996 Atlanta         | Aleksei Petrov     | Leonidas Kokas      | Oliver Caruso     |
| 2000 Sydney          | Kakhi Kakhiaixvili | Szymon Kolecki      | Aleksei Petrov    |
| 2004 Atenes          | Milen Dobrev       | K. Akkayev          | Eduard Tyukin     |
| 2008 Pequín          | Ilya Ilin          | Szymon Kolecki      | K. Akkayev        |
| 2012 Londres         | Ilya Ilin          | Aleksandr Ivanov    | Anatolie Cîrîcu   |
| 2016 Rio             | Sohrab Moradi      | Vadzim Straltsou    | Aurimas Didžbalis |
| 2020 Tòquio          | Fares El-Bakh      | Keydomar Vallenilla | Anton Pliesnoi    |

#### Categoria femenina

##### Pes ploma
- 53 kg (2000-2016)
- 55 kg (2020-)

| Edició       | Or                       | Argent              | Bronze               |
| 2000 Sydney  | Yang Xia                 | Li Feng-Ying        | Winarni Binti Slamet |
| 2004 Atenes  | Udomporn Polsak          | Raema Lisa Rumbewas | Mabel Mosquera       |
| 2008 Pequín  | P. Jaroenrattanatarakoon | Yoon Jin-Hee        | Nastassia Novikava   |
| 2012 Londres | Zulfiya Chinshanlo       | Hsu Shu-ching       | Cristina Iovu        |
| 2016 Rio     | Hsu Shu-ching            | Hidilyn Diaz        | Yoon Jin-Hee         |
| 2020 Tòquio  | Hidilyn Diaz             | Liao Qiuyun         | Zulfiya Chinshanlo   |

##### Pes mitjà
- 63 kg (2000-2016)
- 64 kg (2020–)

| Edició       | Or              | Argent               | Bronze             |
| 2000 Sydney  | Chen Xiaomin    | Valentina Popova     | Ioanna Khatzioannu |
| 2004 Atenes  | Nataliya Skakun | Hanna Batsiushka     | Tatsiana Stukalava |
| 2008 Pequín  | Pak Hyon Suk    | Irina Nekrassova     | Lu Ying-Chi        |
| 2012 Londres | Maiya Maneza    | Svetlana Tsarukayeva | Christine Girard   |
| 2016 Rio     | Deng Wei        | Choe Hyo-Sim         | Karina Goricheva   |
| 2020 Tòquio  | Maude Charron   | Giorgia Bordignon    | Chen Wen-huei      |